# Tetrastichus inaequalis
Tetrastichus inaequalis är en stekelart som beskrevs av Graham 1991. Tetrastichus inaequalis ingår i släktet Tetrastichus och familjen finglanssteklar. Inga underarter finns listade i Catalogue of Life.